# Francesco La Cava

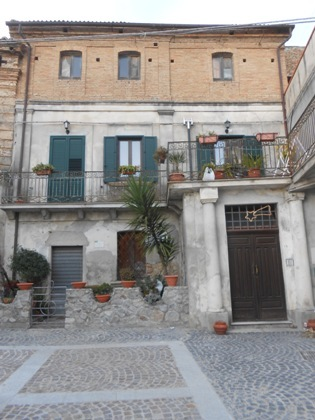
Facciata della casa natale del dott. Francesco La Cava

Francesco La Cava (Careri, 26 maggio 1877 – Roma, 25 maggio 1958) è stato un medico e letterato italiano.

## Biografia
Nacque in una famiglia di piccoli proprietari terrieri a Careri da Giuseppe La Cava e Giuseppina Colacresi. Primo di sei figli, fu oggetto delle cure di uno zio paterno, l'arciprete Rocco La Cava, che lo avviò ai primi studi. Avendo mostrato notevoli attitudini per gli studi classici, il giovane poté frequentare il liceo Francesco Maurolico di Messina, che raccoglieva gli elementi più promettenti delle provincie vicine. Nel 1895, conseguita la maturità classica, si iscrisse alla Facoltà di medicina dell'università di Napoli.
Dopo il quarto anno d'università, prestò spesso assistenza ai malati nel suo paese, affiancando il medico Francesco Perri, suo parente ed amico. Nonostante gli studi scientifici il suo interesse per l'arte e la letteratura non venne mai meno.

### La laurea ed il servizio militare
Nel 1902 il giovane La Cava si laureò brillantemente, e ben presto gli venne offerta la possibilità di lavorare a titolo gratuito al fianco del professor Antonio Cardarelli, che lo aveva notato per la sua intelligenza, ma le condizioni economiche non glielo permisero.
Prestò così, dapprima il servizio militare a Firenze quale ufficiale medico del corpo dei Bersaglieri, e, tornato nel 1904 in Calabria, accettò l'umile condotta rurale di Bovalino Marina. Qui il neo-dottore conobbe la giovane Concettina Morisciano, appartenente ad una nobile famiglia del paese. I due si sposarono il 30 giugno 1907, un matrimonio che risultò essere dei più felici.

### Gli studi delle malattie tropicali
La condotta dell'ambulatorio di Bovalino non lo fece desistere dagli studi scientifici, anzi, i suoi sforzi continui furono ricompensati dalla scoperta di casi di malattie tropicali mai manifestate in Europa, proprio in quella zona. Non si limitò alla cura di tali patologie, ma ne approfondì lo studio a livello teorico, riferendo le sue esperienze su riviste e in congressi.
Il primo caso fu presentato nel nº 21 della Gazzetta Medica, "Un caso di febbre Dengue", seguito, nello stesso anno da vari articoli pubblicati in collaborazione con il professor Gabbi, docente di malattie esotiche all'università di Roma: "Nuovi esempi clinici di Bottone d' oriente", "Il primo caso di Bottone d'Oriente", "Studio istologico del bottone d'oriente e dell'adenite sintomatica"
Nel 1911 La Cava pubblicò uno studio "Sulla presenza di Leishmanie nel liquido cefalo-rachidiano di un bambino affetto da Kala-azar", dove sottolineò alcuni importanti dettagli utili per la diagnosi della malattia. Tale pubblicazione venne in seguito approfondita in collaborazione con i professori Basile e Visentini, esaminando il caso di un bambino affetto da kala-azar, cercando di individuare quali fossero le condizioni dell'ambiente in cui era iniziata, e si stava evolvendo la malattia. 
Notarono in particolare, che nella zona in cui viveva il bambino, era frequente il bottone d'oriente e non infrequente il kala-azar, e che, sebbene abitasse in un ambiente salubre e spazioso, avesse contratto comunque la malattia. Ben presto individuarono una cagna, che fu oggetto di studio e nella quale riscontrarono i parassiti della leishmania.
Si diede dunque prova della presenza della leishmaniosi del cane sulla costa ionica della Calabria, ove era abbastanza frequente il kala-azar, e perciò venne dimostrato sempre più come la leishmaniosi canina si accompagnasse a quella umana. Nel caso particolare del bambino sembrò risultare che l'infezione del cane avesse rappresentato un momento importante nella genesi della malattia.
Sempre attento alle innovazioni in campo terapeutico La Cava seppe, attraverso una rivista scientifica, che il Dott. Rogers, studioso inglese di patologie tropicali, aveva individuato la terapia dell'Amebiasi mediante il Cloroidrato di emetina. Messosi in contatto con il medico inglese ottenne l'invio della sostanza e poté curare i casi di dissenteria che aveva diagnosticato a Bovalino.

### Le conseguenze della Grande Guerra
I grandi rivolgimenti internazionali del 1914 provocarono inevitabilmente molti problemi anche nella famiglia dei La Cava: il Dottore venne richiamato alle armi sin dalla fine del 1914, e prestò servizio per alcuni mesi a Gerace. Nel maggio del 1915 partì ufficialmente per il fronte.
La partenza del marito fu di grande sconforto per la moglie Concettina. Rimase, infatti, sola con i due figli nella splendida casa di Bovalino. Concetta si dimostrò in questi lunghi anni una donna nonché moglie esemplare, come dimostrato da un piccolo diario intitolato "Diario della vita che passai quando il mio caro Ciccio si trovava in guerra di liberazione dei nostri fratelli.

### Trasferimento a Roma
Alla fine del 1917, il La Cava, promosso Maggiore, fu trasferito a Roma come direttore dell'ospedale di riserva Aurelio Saffi. Una volta stabilitosi nella capitale, il suo primo pensiero fu quello di far venire la famiglia, e fu così che si stabilirono tutti in via Po, nei pressi di Piazza Quadrata.
Oltre alla sua attività presso l'ospedale militare, iniziò a guadagnarsi una vasta clientela, e, tra il 1917 e il 1918, durante una terribile epidemia di Spagnola, si prodigò nella cura dei malati, spesso senza compenso. Il suo atteggiamento verso chi non poteva permettersi le cure fece evidentemente trapelare l'indole del La Cava, che fondò la propria esistenza e le proprie opere sull'amore per l'uomo e per il proprio mestiere.

### Gli anni della vecchiaia
Tra il 1946 e il 1952 combatté con coraggio contro la malattia che aveva colpito la moglie, la quale gli venne a mancare il 23 aprile 1952. Con fermezza e rassegnazione si abituò al vuoto incolmabile che la sua compagna aveva lasciato e divenne per i figli un padre amoroso.

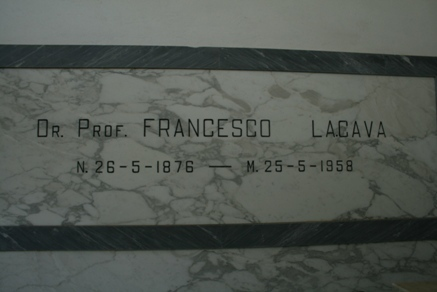
Lapide del dott. Francesco La Cava

La morte giunse improvvisamente il 25 maggio 1958. Si era recato, accompagnato dal più giovane dei figli, Virgilio, a votare nel seggio del suo quartiere, quando, colpito improvvisamente da un collasso cardiaco, dopo alcuni minuti cessava di vivere sotto gli occhi del figlio e di quanti lo avevano soccorso. La scomparsa del Professor La Cava fu riportata su tutti i giornali, che tornarono a parlare delle sue opere e della sua figura.

## Le opere letterarie

### Gli scritti a tema artistico
La profonda cultura umanistica, la buona conoscenza del Latino e del Greco, unite all'amore per l'arte, spinsero spesso il La Cava a visitare musei e gallerie, per approfondire con la minuziosità e la pazienza tipiche di un medico, i più svariati problemi.
Durante una sua visita alla Cappella Sistina, nel maggio del 1923, mentre si accingeva a studiare con tranquillità il Giudizio Universale, ebbe l'intuizione di osservare il volto di Michelangelo tra le pieghe della pelle di San Bartolomeo, disse: "vidi ad un tratto la faccia di Michelangelo, un brivido mi scosse per la schiena, era proprio lui !...".
Molto titubante, almeno inizialmente, nei confronti della sua scoperta, chiese ai custodi se ci fosse nel Giudizio Universale il volto di Michelangelo, ma essi negarono freddamente. Nonostante ciò egli ne era sempre più convinto e cominciò un approfondito periodo di studi michelangioleschi.

### Il volto di Michelangelo scoperto nel Giudizio Finale
In occasione del 450º anniversario della nascita di Michelangelo, nel marzo del 1925, scrisse un'opera: "Il volto di Michelangelo scoperto nel Giudizio Finale" pubblicato da Zanichelli di Bologna. Ciò che subito colpisce è la splendida prosa in uno stile limpido e preciso. L'opera consiste in sei capitoli e nell'epilogo egli riconosce l'audacia della sua tesi e teme che possa provocare una reazione della critica. Lo studio fece scalpore ed ebbe vasti ed entusiastici consensi: in Italia si ebbero articoli di Diego Angeli, Giovanni Papini e Corrado Ricci. 
Appena due anni dopo, nel 1927, il biografo francese di Michelangelo Romain Rolland scrisse una lettera al La Cava nella quale esprimeva tutta la sua meraviglia per una simile scoperta, cui egli non era pervenuto, pur avendo sempre notato la rilevante differenza tra il volto del Santo e quello della pelle.
Nel dicembre del 1942 pubblicò nella "Nuova Antologia" un articolo nel quale tornava sul problema del volto di Michelangelo soprattutto per confutare lo studio di Angeleri. Quest'ultimo infatti tentò di sminuire la scoperta riportando una lettera di Miniato Pitti al Vasari, in cui l'autore dichiarava che era assurdo pensare che la pelle dello scorticato fosse quella di San Bartolomeo, senza tuttavia aggiungere altro.
Il La Cava riconosce che una comprensione a quei tempi non fosse possibile poiché difficilmente l'artista era conosciuto di persona. Egli stesso disse che la sua fu un'intuizione a cui giunse attraverso un percorso psicologico: dopo aver visitato per molti giorni i Musei Vaticani quando giunse nella Cappella Sistina ebbe una sorta di viatico spirituale: la scoperta è avvenuta perché il soggetto era spiritualmente capace di recepire, di cogliere quell'immagine suggestiva, che, agli occhi di un critico, spesso troppo preso dall'analisi, non era mai apparsa.

### Gli scritti a tema religioso
Attorno al 1930 visse un graduale riavvicinamento alla pratica religiosa, da cui si era allontanato per le idee liberali che aveva fatto proprie fin dal periodo universitario; questa rinnovata fede, lo portò ad affrontare studi scientifico-religiosi sul meccanismo della morte per crocifissione.
Vide così la luce nel 1930 il testo "Era Gesù cristo affetto da pleurite? Meccanismo della morte per crocifissione" Il testo analizza il colpo di lancia di Longino inferto al costato di Gesù morto, che provocò la fuoriuscita di sangue e di acqua. Secondo La Cava, l'atteggiamento inspiratorio prolungato aveva portato la vena azygos a riempirsi di sangue, la cui pressione aveva provocato la trasudazione di siero e un conseguente idrotorace da stasi nel cavo pleurico.
Nel 1944 pubblicò in latino sulla rivista Periodica, un'opera scientifico-religiosa, col titolo "Sulla Comunione eucaristica attraverso la fistola gastrica. Considerazioni fisiologiche-esegetiche di un medico cattolico".. Tale opera tratta la possibilità di introdurre direttamente l'ostia consacrata nello stomaco. Questo particolare problema era già stato oggetto di riflessione presso i teologi moralisti, che si erano divisi in due schiere: alcuni giudicavano la diretta introduzione dell'ostia nello stomaco sufficiente a produrre gli effetti sacramentali dell'Eucaristia; altri si opponevano a questo modo di amministrazione, ritenendo indispensabile per l'efficacia del sacramento l'assunzione attraverso la bocca, cioè la «manducazione». Tuttavia il verbo manducare, pur avendo un'etimologia specifica riferentesi all'azione propria della mandibola, dei denti e quindi della bocca, è usato nella Vulgata col significato di «mangiare», e anche se Gesù Cristo avesse istituito il sacramento dell'Eucaristia riferendosi alla normale via di assumere cibi, non c'è alcuna specifica prova che escluda coloro i quali, impossibilitati ad assumere il corpo di Cristo per os, siano costretti ad introdurlo direttamente nello stomaco. Concludendo l'autore precisa che le sue considerazioni non hanno lo scopo di risolvere in termini netti un problema così delicato, bensì esprimono umilmente il sentimento di carità di un cattolico che, durante la sua lunga attività di medico, ha incontrato tanti infermi privati della possibilità di ricevere tale sacramento. 
Nel 1946 pubblicò: "Il reperto necroscopico di Longino sul costato di Gesù Cristo" e infine nel 1953 un'opera analoga, "La passione e la morte di N.S. Gesù Cristo illustrate dalla scienza medica". Gli studi sull'argomento sono brevi e caratterizzati da estrema chiarezza e precisione.
Lo spirito e le intenzioni con cui il Medico si pose nel comporre queste opere si avvertono nell'introduzione alla pubblicazione del 1953, in cui si ricorda la cattiva fama che si sono procurati verso i fedeli quei medici, i quali si occuparono dal punto di vista naturalistico dei misteri della fede.

### Gli scritti a tema filologico
La sua casa, sempre piena di amici, iniziò ad essere frequentata dalla figura del gesuita Padre Gaetani, che curò la prefazione dell'opera del 1953 e col quale Francesco amava discutere su questioni di carattere filologico. Nel 1934 diede alle stampe: "Ut videntes non Videant"opera in cui affronta lo spinoso problema della funzione delle parabole, prendendo l'avvio da un'analisi filologica del testo evangelico. La questione ivi affrontata, è il valore della particella greca "ina", che, per il La Cava in alcuni passi del Vangelo non ha valore finale bensì causale.
Tali riflessioni non passarono inosservate agli esegeti del tempo e Joseph Marie Lagrange non mancò di citarlo nella "Revue Biblique" , consigliandogli di approfondire gli argomenti che lo interessavano nella sua opera intitolata "Miscellana".
La Cava, con lo scrupoloso senso di ricerca che lo caratterizzava, continuò gli studi, e, nel 1935, in un'altra opera dal titolo: "Ne quando convertantur", continuò l'analisi del passo dell'evangelista Marco e precisamente del "ne quando". Ordinariamente si traduce: "Affinché non avvenga che si convertano" dando però al "ne quando" l'accezione di "num aliquando", si traduce così: "a costoro si parla in parabole per questo che, pur guardando vedono e non vedono, pur ascoltando, odono e non comprendono, semmai avvenga che si convertano e siano loro rimessi i peccati".
Tale significato è perfettamente chiaro in Matteo e lo è anche in Marco riallacciondisi alla precedente tesi dell'"ina"-"oti".

### Scritti principali
- Le malattie tropicali a Bovalino, Atti congr. Soc. med. Int. Dicembre 1910
- La lebbra a Bovalino, Atti soc.It.Cult. Mal. Esot. Giugno 1914
- Il volto di Michelangelo scoperto nel Giudizio Finale, Zanichelli, 1925.
- Era Gesù Cristo affetto da pleurite? Meccanismo della morte per crocifissione, 1930
- Ut videntes non Videant, 1934
- Ne quando convertantur, 1935
- Sulla Comunione eucaristica attraverso la fistola gastrica. Considerazioni fisiologiche-esegetiche di un medico cattolico, 1944
- Il reperto necroscopico di Longino sul costato di Gesù Cristo, 1946
- La passione e la morte di N.S. Gesù Cristo illustrate dalla scienza medica, 1953